# 黄喉鹀
黄喉鹀，学名Emberiza elegans，又名黄豆瓣、黑月子、黄眉子、黄凤子、春暖、探春 。

## 生态环境
黄喉鹀常常结成小群活动于山麓、山间溪流平缓处的阔叶林间以及山间的草甸和灌丛，极少活动于针叶林带，迁徙季节亦不结大群，途中会选择平原的杂木阔叶林落脚。

## 分布地域
黄喉鹀主要分布在东亚一带，见于俄罗斯远东地区、朝鲜半岛、日本列岛、琉求群岛等地；在中国见于北起东北南至广东东部沿海的广大地区，其东北亚种的分布西线在内蒙古、河北、河南、湖南、江西至广东东部一线，西南亚种见于以四川盆地和云贵高原为中心的一片广大区域，其分布区域在冬季南限可以抵达缅甸北部，夏季的分布北限可抵陕西，指名亚种见于台湾中部、琉求群岛等地。

## 特征
黄喉鹀为中等体形的鹀属鸟类，体长约15厘米左右。雄雌个体同形异色，但无论雄雌，头顶均有一束羽毛高高翘起形成凤头，这是其他许多鹀属鸟类所不具有的，也是本物种的一个鉴别特征。本物种雄性头顶的额部、凤头、枕部、颊部以及喉部均为黑色，眉纹分为三段，眼先一小段眉纹纯白，其后骤然转为亮黄色，亮黄色的眉纹一直延续至脑后，形成一道环绕头顶后侧的黄色条带，第三段眉纹为白色，向下弯曲；颌部黄色，上喉部纯白，下喉部黑色；肩部、背部、腰部和尾上覆羽均为栗色，上背部杂以黑色纵纹，且羽端为白色；尾羽黑色，两条中央尾羽偏灰色，两条外测尾羽的外甲白色，这也是所有鹀属鸟类共有的特征；翅上覆羽与背部同色，中覆羽白色，大覆羽褐色，羽端白色，飞羽褐色；下体自喉部一下均以黄白色为基色，上胸部和两胁被粗大的栗色纵斑。雌性的凤头没有雄性那么明显，雄性头面部的黑色区域在雌性均为较不鲜明的褐色，眉纹和颌部的黄色亦不如雄性那般鲜亮，雌性的下喉部不具有黑色的围脖，其余部分与雄性基本相当。虹膜为栗褐色；上喙近黑色，下喙浅；双足浅灰褐色。

## 食物
黄喉鹀平时以植物种子为主要食物，在繁殖季节则以森林昆虫及其幼虫为主要食物。据研究其取食对象主要包括禾本科植物以及豆科植物的种子、野果等。

## 繁殖与保护
黄喉鹀在每年的3月至4月间开始繁殖行为，雄性在迁徙抵达繁殖地后很快就占据高树顶部开始鸣唱占区，并且旋即开始配对行为5月中旬开始筑巢，巢呈碗状，以问津、以及某些豆科植物的茎、根和苔藓等材料交织而成，内垫细草根、羽毛等柔软材料，巢平均外径约11厘米，平均内径约7厘米，高6厘米，深5厘米，巢址选择在树林中靠近地面的树枝或者树根旁边的地面上，地面巢较大，枝头巢较小，另外本物种有很强列的领域行为，在巢周围有面积很大的巢区，对巢区的控制非常严密。筑巢之后即行产卵，每巢产卵5枚左右，卵呈乳白色，表面有褐色斑点并且集中于钝端，孵化期13－14天。雏鸟生长迅速，留巢期11－12天，据郑光美等人的研究，雏鸟体重生长符合logistic方程，渐近线16.0g，拐点3.9天，增长率0.550，其生长方程的具体形式为：
{\displaystyle W={\frac {16.0}{1+e^{-0.550(t-3.9)}}}}
本物种未被列入保护动物目录，其在中国的分布地域广泛，种群数量较大，但是受到非法捕猎的威胁，种群数量呈下降趋势。